# Nattväktarstat
En nattväktarstat (även kallad minimal stat) är inom politisk filosofi ett statsskick där statens uppgift är begränsad till att upprätthålla fundamental säkerhet, såväl inre sådan som yttre. En tänkt nattväktarstat ansvarar således för rättsväsende, polisverksamhet och försvar, medan övrig verksamhet i landet – utbildning, räddningstjänst, socialtjänst, sjukvård, infrastruktur, etc. – ombesörjs av medborgarna själva enligt frivilliga förbindelser. Nattväktarstaten begränsar sig till att försäkra att medborgarna kan "sova tryggt om natten". Begreppet myntades inom 1800-talets liberalism.

## Statens uppgifter
Den klassiska liberalismens mål är att införa en nattväktarstat, vars enda uppgift är att ingripa när individerna kränker varandras rättigheter till liv, frihet och egendom, och detta gör den genom att ansvara för polis, domstolar och militär. Eventuellt kan staten också driva andra verksamheter kopplade till att upprätthålla rättigheter, som till exempel patentmyndighet och lantmäteri.
För att inte staten ska få för mycket makt förespråkar man maktdelning mellan regering, parlament och författningsdomstol. Domstolen ska ha det yttersta ansvaret för att skydda individernas rättigheter genom dess rätt att genom lagprövning stoppa beslut som strider mot författningen, i vilken klara begränsningar av statens beslutsbefogenheter definieras.

## Statens finansiering
Hur staten ska finansieras är en fråga som debatteras bland nyliberaler, eftersom nyliberalismens grundinställning är att skatt är stöld. Trots detta menar vissa att skatt i någon form är nödvändig för att finansiera polisen, försvaret och domstolarna. Förslag som förts fram är platt skatt på alla inkomster eller fast skatt som alla invånare ska betala regelbundet.
En annan idé som förts fram är att när det nyliberala systemskiftet genomförts kommer staten att ha fått in mycket pengar, även efter att statsskulden betalats av, genom privatiseringarna av sjukhus, vägar, skolor och så vidare. Räntan på detta kapital skulle då räcka till för att täcka statens löpande utgifter. Ytterligare en finansieringsmöjlighet som diskuteras är att låta dömda brottslingar betala kostnaderna för polisinsatsen, rättegången samt eventuell fängelsevistelse. Åtminstone en del av polisen och domstolarna bör kunna finansieras på detta sätt, menar de som förespråkar denna finansieringsform.
Den ryskfödda författaren Ayn Rand, som i sin filosofiska rörelse Objektivismen förespråkade en nattväktarstat, menade att all beskattning måste vara frivillig och att den som vill kan välja att betala skatt för att hjälpa till att finansiera staten. En annan möjlig inkomstkälla för staten skulle enligt henne kunna vara en frivillig försäkring vid tecknande av kontrakt. Statens domstol skulle, enligt detta förslag, bestraffa kontraktsbrott enbart om den som blivit utsatt för det betalat för denna försäkring.

## Argument för nattväktarstaten
Statsskicket försvaras på moraliska grunder av objektivister, nyliberaler och andra anhängare av naturrätten. Dessa grupper kallas ofta klassiska liberaler eller minarkister. Orsaken till att dessa vill att staten ens ska ha hand om försvar och rättsväsende är att de är de enda helt kollektiva varorna och således kan inte den fria marknaden bjuda ut dessa.
Ett exempel på en stat som kommit ganska nära idealet om nattväktarstaten är Hongkong innan den återfördes till Kina. Förespråkare brukar ofta påpeka att Hongkong under denna era växte från att vara ett fattigt flyktingläger på en kal ö till att bli en av världens mest dynamiska ekonomier och passerade många västeuropeiska nationer i välstånd.

## Argument mot nattväktarstaten
Anhängare av en mer omfångsrik stat menar att staten har möjlighet att jämnt fördela resurser mellan medborgare så att samhället därigenom skulle minska de ekonomiska skillnaderna mellan individerna. Resurssvaga individer får hjälp att klara sig genom en välfärdsstat. Ett annat argument är att många företeelser, som vi tar för givna i ett modernt samhälle, blir lidande i en nattväktarstat, eftersom det där är svårt att förverkliga majoritetsbeslut genom politiska åtgärder. I en nattväktarstat, menar kritikerna, skulle det till exempel vara svårt att ha en fungerande arbetsrätt, djurskyddslagstiftning eller bedriva en effektiv miljöpolitik. Det här argumentet biter troligen inte på en anhängare av nattväktarstaten, eftersom den som förespråkar en minimal stat gör det med grund i att de liberala fri- och rättigheterna är det primära framför andra värden. I en konflikt mellan exempelvis miljövård och privat äganderätt väljer förespråkaren för nattväktarstate alltid den privata äganderätten, och frågan om effektiv miljöpolitik blir då irrelevant som argument för uppbyggnaden av samhällets institutioner. Anarkister kan kritisera nattväktarstaten från andra hållet, om man menar att varje tillstymmelse till stat potentiellt är en inskränkning av friheten, varför till och med en nattväktarstat anses vara för stor, samt att stater tenderar att växa, inte krympa.
En helt annan typ av kritik bygger på att nattväktarstaten är instabil och därför inte är ett logiskt koherent ideal. Argumentet bygger på att starka aktörer, till exempel rika individer och stora företag, inte har något intresse av en fri marknad. Det ligger i deras intresse att staten är omfångsrik, eftersom en omfångsrik stat med stora offentliga upphandlingar, irrationella bindningar till företag som är baserade i hemlandet, långsiktigt finansierade forsknings- och utbildningsinstitutioner, reglerade och därmed ineffektiva marknader, och så vidare är något som vissa organisationer och individer kan utnyttja till sin fördel. Den som har möjlighet att påverka politiken och regleringen av marknaderna till sin egen fördel har därför ett starkt incitament att driva fram en omfångsrik stat, och om de enda som förlorar på detta är enskilda, svagare aktörer kommer de starkare aktörerna att få sin vilja igenom. Ett exempel från nutidshistorien är den amerikanske presidenten Ronald Reagan, som under sin kampanj lovade att kraftigt minska statens omfattning. Reagan fick i sin kampanj massivt stöd från stora företag, men faktum är att statsbudgetens omfattning inte alls minskade när han valdes till president, utan vad som hände var att statens utgifter skiftade fokus till storföretagens intressen.